# SS Pasteur
SS Pasteur – francuski liniowiec pasażerski, zbudowany w 1939 roku dla spółki żeglugowej Compagnie de Navigation Sud-Atlantique. Z powodu wybuchu II wojny światowej nie wszedł do eksploatacji. Od sierpnia 1940 roku służył jako transportowiec wojska, pod brytyjską banderą. Za swój udział w zwycięstwie został odznaczony Croix de Guerre. Po zakończeniu wojny powrócił do pierwotnego właściciela, w 1957 roku został zakupiony przez niemieckiego armatora Norddeutscher Lloyd (NDL), pod nazwą zmienioną na „Bremen”. W latach 1972−1974 pływał jako wycieczkowiec dla greckiego właściciela. Od 1977 do 1980 roku był wykorzystywany jako pływający hotel w Arabii Saudyjskiej. Zatonął 9 lipca 1980 roku podczas holowania do stoczni złomowej.

## Historia
Stępkę pod nowy liniowiec pasażerski dla Compagnie de Navigation Sud-Atlantique położono w stoczni Chantiers de Penhoët w Saint-Nazaire w 1937 roku. Wodowanie odbyło się 15 lutego 1938, zaś zakończenie budowy w sierpniu następnego roku. Statek otrzymał nazwę na cześć francuskiego chemika Louisa Pasteura. Początek dziewiczej podróży zaplanowano na 10 września 1939 roku, ale w związku z wybuchem II wojny światowej została ona odwołana. Po długim postoju w basenie portowym w Saint-Nazaire, wobec klęsk wojskowych ponoszonych na froncie, „Pasteur” przeszedł do Brestu, gdzie został załadowany rezerwami złota i 2 czerwca 1940 roku wysłany do kanadyjskiego Halifaksu.
Po klęsce Francji liniowiec został przejęty pod banderę brytyjską, jako transportowiec wojska. Przez okres wojny formalnym operatorem statku był Cunard-White Star. W ciągu kolejnych pięciu lat „Pasteur” przetransportował około 300 000 żołnierzy, przepływając 370 000 mil morskich. Dzięki dużej prędkości mógł pływać samodzielnie, poza systemem konwojów. 4 września 1942 roku, płynąc z Kapsztadu do Rio de Janeiro, został zaobserwowany przez załogę niemieckiego rajdera „Stier”, którego dowódca nawet nie próbował podjąć pościgu. Działalność statku podczas wojny została uhonorowana przez rząd francuski nadaniem Croix de Guerre. W czerwcu 1945 roku powrócił pod banderę francuską, a 11 kwietnia 1946 roku do przedwojennego armatora. Był wykorzystywany do 1956 roku, kiedy odstawiono go z powodu zużycia.
W następnym roku liniowiec został kupiony przez bremeńską firmę Norddeutscher Lloyd. Po przebudowie, nazwany „Bremen”, co było tradycyjną nazwą w NDL, wprowadzono go na linię do Nowego Jorku. U niemieckiego armatora pływał aż do 1971 roku, kiedy wycofano go z eksploatacji z powodu jej nieopłacalności. Zakupiony przez grecką Chandris Cruises, od stycznia 1972 do 1974 roku, pod nazwą „Regina Magna”, był używany w charakterze statku wycieczkowego na Morzu Śródziemnym, Karaibach i północnych fiordach. W 1977 roku został sprzedany Philippine Singapore Ports Corporation z Manili, która ustawiła go jako pływający hotel w Dżuddzie. Pod nazwami „Saudi Phil I” i „Filipinas-Saudi I” był wykorzystywany do 1980 roku. Sprzedany na złom, zatonął 9 lipca na Morzu Arabskim podczas holowania do tajwańskiej stoczni rozbiórkowej.